# Voliba gigantea
Voliba gigantea là một loài bướm đêm trong họ Crambidae.